# Kanton Vandœuvre-lès-Nancy-Est
Vandœuvre-lès-Nancy-Est is een voormalig kanton van het Franse departement Meurthe-et-Moselle. Het kanton maakte deel uit van het arrondissement Nancy en omvatte uitsluitend een deel van de gemeente Vandœuvre-lès-Nancy.
Op 22 maart 2015 zijn de kantons Vandœuvre-lès-Nancy-Est en -Ouest opgeheven en samengevoegd tot een kanton dat overeenkomt met de gemeente Vandœuvre-lès-Nancy.